# Зрносек
Зрносек је насеље у општини Лепосавић на Косову и Метохији. Припада месној заједници Лепосавић. Село се налази 8 km северно од Лепосавића на југозападним падинама Копаоника. Атар села на североистоку се граничи са Стануловићем који припада општини Брус. По географском положају и међусобној удаљености кућа село припада разбијеном типу. Средња надморска висина села је 740 метара. У корену назива села је реч зрно (ситни биљни плод зрно зоби, јечма, пшенице...) па би име села могло да значи место где успевају плодови зрна жита.

## Демографија
- попис становништва 1948: 45
- попис становништва 1953: 54
- попис становништва 1961: 58
- попис становништва 1971: 49
- попис становништва 1981: 32
- попис становништва 1991: 18

У насељу 2004. године живи 13 становника у 4 домаћинства. Родови који живе у овом селу су : Николићи, Вукићевићи, Тиосављевићи.